# Saint-Ouen-lès-Parey
Saint-Ouen-lès-Parey es una comuna francesa situada en el departamento de Vosgos, de la región del Gran Este.

## Geografía
Está ubicada en el oeste del departamento, a 12 km de Vittel.

## Demografía
| 568 | 558 | 553 | 518 | 575 | 539 | 505 | 488 | 495 |
| Para los censos de 1962 a 1999 la población legal corresponde a la población sin duplicidades (Fuente: INSEE [Consultar]) |     |     |     |     |     |     |     |     |